# Sint-Mariakerk (Marienchor)
De Sint-Mariakerk (Duits: St.-Maria-Kirche) is de hervormde kerk van Marienchor in het Oost-Friese Rheiderland. Het kerkgebouw werd in 1668 op een warft gebouwd.

## Geschiedenis
Op een ouder kerkgebouw dan de huidige kerk wijst de klok, die uit 1479 stamt. Ook het patrocinium van de heilige Maagd Maria is een aanwijzing dat er reeds een kerk voor de reformatie heeft gestaan. In de middeleeuwen behoorde Marienchor tot de proosdij Hatzum in het bisdom Münster, echter rond 1500 werd Marienchor bij de Johannieter commanderij Dünebroek ingelijfd. Tijdens de reformatie sloot de gemeente zich eerst bij de lutherse en daarna bij de gereformeerde leer aan. In 1660 zette de gemeente de lutherse predikant af.
Het huidige kerkgebouw werd in 1668 gebouwd. Het betreft een rechthoekige zaalkerk van baksteen met in de beide lengtezijden vier rondboogramen tussen pilasters en twee oostelijke rondboogramen. Omdat de kerk niet op een deugdelijk fundament werd gebouwd, begon het gebouw in de loop der tijd steeds meer te verzakken. Een steunbeer op de oostelijke kant moest vervolgens het gebouw stabiliseren. Een kleine klokkentoren werd in 1775 aan het kerkschip gebouwd.
Predikant Heinrich Gerhard Bokeloh was lid van de Bekennende Kirche en verbleef vanaf 1939 vanwege diens kritische preken jegens het nationaalsocialisme meerdere jaren in de gevangenis. Tot 1960 had de gemeente een eigen predikant. Tegenwoordig deelt Marienchor met Böhmerwold een predikant uit Jemgum.

## Inrichting
De kerk wordt overspannen door een licht gewelfd houten tongewelf. Uit de bouwperiode van de kerk stammen de kansel, de banken en de bronzen kroonluchters. In het koor zijn drie grafzerken van predikanten uit de 18e eeuw ingemetseld.
Tot het liturgische vaatwerk behoort een in 1867 geschonken kan. De beker, brood- en doopschaal stammen uit de 20e eeuw. Het orgelpositief werd in 1953 door de firma Alfred Führer gebouwd. Het vervoegt over drie registers op één manuaal en aangehangen pedaal. Het orgel werd in 1962 door de gemeente verworven, daarvoor bevond het zich in particulier bezit in Böhmerwold.